# Saison 1994-1995 de snooker
Navigation
1993-1994 1995-1996
La saison 1994-1995 de snooker est la 27e saison de snooker. Elle regroupe 31 tournois organisés par la WPBSA entre le 1er août 1994 et juin 1995.

## Nouveautés
- Arrêt du Pot Black et apparition au calendrier de l'Open d'Australie.
- Création du Classique Top Rank, du Grand Prix de Malte, du challenge de la charité et d'un tournoi de snooker à dix billes.
- Le challenge d'Europe, le Classique de Kent et le challenge Strachan ne sont pas reconduits.

## Calendrier
| C = Tournoi classé (professionnel)              |
| NC = Tournoi non classé (professionnel)         |
| P/A = Tournoi pro-am (professionnel et amateur) |
| CM = Circuit mineur (amateur)                   |
| A = Tournoi alternatif (professionnel)          |

| Dates (mois-jour) | Dates (mois-jour) | Tournoi                                | Lieu            | Site                             | Cat. | Vainqueur            | Finaliste           | Score   | Références |
| 08–01             | 08–07             | Open d'Australie                       | Melbourne       | Bentleigh Club                   | NC   | John Higgins         | Willie Thorne       | 9–5     | ,          |
| 08–??             | 08–??             | Classique Top Rank                     | Hat Yai         |                                  | NC   | Stephen Hendry       | Alan McManus        | [ n 1 ] | ,          |
| 09–20             | 09–25             | Masters d'Écosse                       | Motherwell      | Civic Centre                     | NC   | Ken Doherty          | Stephen Hendry      | 9-7     | [ 5 ]      |
| 09–30             | 10–07             | Classique de Dubai                     | Dubai           | Al Nasr Stadium                  | C    | Alan McManus         | Peter Ebdon         | 9–6     | ,          |
| 10–10             | 10–23             | Grand Prix                             | Derby           | Assembly Rooms                   | C    | John Higgins         | Dave Harold         | 9–6     | ,          |
| 10–??             | 10–??             | Tournoi Pontins pro-am (automne)       | Prestatyn       | Pontins                          | P/A  | John Read (en)       | Craig Edwards (en)  | 5-2     |            |
| 10–28             | 11–05             | Championnat Benson & Hedges            | Édimbourg       | JP Snooker Centre                | NC   | Mark Williams        | Rod Lawler          | 9–5     | [ 10 ]     |
| 11–11             | 11–27             | Championnat du Royaume-Uni             | Preston         | Preston Guild Hall               | C    | Stephen Hendry       | Ken Doherty         | 10–5    | ,          |
| 11-??             | 11-??             | Circuit mineur de la WPBSA (épreuve 1) | Anvers          | Matchroom Schijnpoort            | CM   | Jamie Woodman        | Matt Wilson         | 6-2     |            |
| 11-??             | 11-??             | Championnat de Merseyside              | Liverpool       | Billiards & Snooker Club         | NC   | Dean Reynolds        | Jason Ferguson (en) | 5-1     |            |
| 11–28             | 12–04             | Grand Prix de Malte                    | La Valette      | Jerma Palace Hotel               | NC   | John Parrott         | Tony Drago          | 7–6     | [ 13 ]     |
| 12–11             | 12–17             | Open d'Europe                          | Anvers          | Het Rool Stadium                 | C    | Stephen Hendry       | John Parrott        | 9–3     | ,          |
| 12–??             | 12–??             | Coupe du roi                           | Bangkok         | Thai/Japan Youth Centre          | NC   | Billy Snaddon        | Noppadon Noppachorn | 8–4     | [ 16 ]     |
| 01–04             | 01–08             | Challenge de la charité                | Birmingham      | International Convention Centre  | NC   | Stephen Hendry       | Dennis Taylor       | 9–1     | [ 17 ]     |
| 01–22             | 01–29             | Open du pays de Galles                 | Newport         | Newport Centre                   | C    | Steve Davis          | John Higgins        | 9–3     | ,          |
| 02–05             | 02–12             | Masters                                | Londres         | Wembley Conference Centre        | NC   | Ronnie O'Sullivan    | John Higgins        | 9–3     | ,          |
| 02-10             | 02-19             | Open d'Autriche                        | Wels            | BRP Hall                         | P/A  | Stefan Mazrocis (en) | Mike Henson         | 5-3     |            |
| 02–13             | 02–19             | Open international                     | Bournemouth     | Bournemouth International Centre | C    | John Higgins         | Steve Davis         | 9–5     | ,          |
| 02-??             | 02-??             | Circuit mineur de la WPBSA (épreuve 2) | Khonkaen        | Kosa Hotel                       | CM   | Noppadon Noppachorn  | Sam Chong           | 8-6     |            |
| 03–10             | 03–18             | Open de Thaïlande                      | Bangkok         | Imperial Queens Park Hotel       | C    | James Wattana        | Ronnie O'Sullivan   | 9–6     | ,          |
| 03–21             | 03–26             | Masters d'Irlande                      | Kill            | Goff's                           | NC   | Peter Ebdon          | Stephen Hendry      | 9–8     | ,          |
| 03-??             | 03-??             | Circuit mineur de la WPBSA (épreuve 3) | Munich          | Sheraton Hotel                   | CM   | John Lardner (en)    | Eddie Manning       | 5-2     |            |
| 04–01             | 04–09             | Open de Grande-Bretagne                | Plymouth        | Plymouth Pavilions               | C    | John Higgins         | Ronnie O'Sullivan   | 9–6     | ,          |
| 04–08             | 05–20             | Tournoi de snooker à dix billes        | Londres         | The London Studios               | A    | Jimmy White          | Ronnie O'Sullivan   | 3–1     |            |
| 04–14             | 04–30             | Championnat du monde                   | Sheffield       | Crucible Theatre                 | C    | Stephen Hendry       | Nigel Bond          | 18–9    | ,          |
| 04-??             | 04-??             | Circuit mineur de la WPBSA (épreuve 4) | Helsinki        |                                  | CM   | Colin Morton         | Matthew Couch       | 6-5     |            |
| 05–02             | 05–07             | Circuit mineur de la WPBSA (épreuve 5) | Marsascala      | Jerma Palace Hotel               | CM   | David Roe (en)       | Tony Drago          | 6–3     | ,          |
| 01–??             | 05–07             | Ligue d'Europe                         | Irthlingborough | Diamond Centre                   | NC   | Stephen Hendry       | Ken Doherty         | 10–2    | [ 39 ]     |
| 05-26             | 05-28             | Circuit mineur de la WPBSA (épreuve 6) | Pékin           |                                  | CM   | Drew Henry           | Mark Williams       | 6-5     |            |
| 05–??             | 05–??             | Tournoi Pontins professionnel          | Prestatyn       | Pontins                          | NC   | Peter Ebdon          | Ken Doherty         | 9–8     | [ 40 ]     |
| 06–??             | 06–??             | Tournoi Pontins pro-am (printemps)     | Prestatyn       | Pontins                          | P/A  | Mark Williams        | Peter Ebdon         | 7-4     |            |

## Classement mondialen début et fin de saison

### Classement après lechampionnat du monde 1994
| Rang | Évol.         | Joueur            |
| 1    | en stagnation | Stephen Hendry    |
| 2    | en stagnation | John Parrott      |
| 3    | en stagnation | Jimmy White       |
| 4    | en stagnation | Steve Davis       |
| 5    | 2             | James Wattana     |
| 6    | 7             | Alan McManus      |
| 7    | 8             | Willie Thorne     |
| 8    | 2             | Terry Griffiths   |
| 9    | en stagnation | Nigel Bond        |
| 10   | 6             | Darren Morgan     |
| 11   | 10            | Ken Doherty       |
| 12   | en stagnation | Martin Clark (en) |
| 13   | 3             | Steve James       |
| 14   | 9             | Neal Foulds       |
| 15   | 4             | Dennis Taylor     |
| 16   | 16            | David Roe (en)    |

### Classement après lechampionnat du monde 1995
| Rang | Évol.         | Joueur            |
| 1    | en stagnation | Stephen Hendry    |
| 2    | 2             | Steve Davis       |
| 3    | 2             | James Wattana     |
| 4    | 1             | Jimmy White       |
| 5    | 3             | John Parrott      |
| 6    | en stagnation | Alan McManus      |
| 7    | 4             | Ken Doherty       |
| 8    | 2             | Darren Morgan     |
| 9    | 48            | Ronnie O'Sullivan |
| 10   | 11            | Peter Ebdon       |
| 11   | 2             | Nigel Bond        |
| 12   | 13            | Joe Swail         |
| 13   | 3             | David Roe (en)    |
| 14   | 6             | Terry Griffiths   |
| 15   | 8             | Willie Thorne     |
| 16   | 4             | Tony Drago        |